# Leptactina senegambica
Leptactina senegambica är en måreväxtart som beskrevs av Joseph Dalton Hooker. Leptactina senegambica ingår i släktet Leptactina och familjen måreväxter. Inga underarter finns listade i Catalogue of Life.